# Belomys pearsonii
Genre
Espèce
Statut de conservation UICN

 DD  : Données insuffisantes
Belomys pearsonii est une espèce d'écureuil volant, la seule du genre Belomys.

## Liste des sous-espèces
Selon Catalogue of Life (3 août 2017) :
- sous-espèce Belomys pearsonii blandus Osgood, 1932
- sous-espèce Belomys pearsonii kaleensis (Swinhoe, 1863)
- sous-espèce Belomys pearsonii pearsonii (Gray, 1842)
- sous-espèce Belomys pearsonii trichotis Thomas, 1908

Selon Mammal Species of the World (version 3, 2005)  (3 août 2017) :
- sous-espèce Belomys pearsonii blandus
- sous-espèce Belomys pearsonii pearsonii